# 塞缪尔·奥欣望远镜
塞缪尔·奥欣望远镜（英語：Samuel Oschin telescope，/ˈɔːʃɪn/），又称奥欣施密特望远镜（Oschin Schmidt），是一座口径为48英寸（1.2）的施密特攝星儀，位于加利福尼亚州聖迭戈縣北部的帕洛马山天文台。它由49.75英寸的施密特改正底板和72英寸的（f/2.5）镜组成。该望远镜只是一部照相机，不附有接目镜。它最初使用10英寸和14英寸的玻璃照相底板。由于焦平面呈弯曲形，这些底板被安装在照相机前需要用特殊的夹具提前塑造。
施密特望远镜于1939年开工，于1948年竣工。它于1986年改名为塞缪尔·奥欣望远镜，此前只称为48英寸施密特望远镜。
20世纪80年代中期，改正底板替换成色差较轻微的玻璃，在更广阔的光谱上产生更高品质的图像。
2000年到2001年间，望远镜改用CCD成像仪。改正底板也被替换成在更广阔的光谱上能够透光的玻璃。望远镜最初需要用两边任何一座口径为10英寸（0.25）的折射望远镜手动操控。照相机现在利用全自动遥控技术，所收集的资料会通过高性能无线研究及教育网络（HPWREN）传送。它主要由加利福尼亚州帕萨迪纳的人员编程并操作。望远镜地址本身没有操作员，除了在天文台开馆或闭馆时候。

## CCD照相机
第一个安装的CCD照相机是近地小行星追踪照相机，它装有三部以南北方向摆放的4k×4k传感器，之间有显著（1°）的空隙。总视野为3.75平方度。
2003年到2007年间，望远镜装有類星體赤道巡天小組照相机。它由112个2400×600像素的CCD组成（总计1.61亿像素），以4列排放，每列28个（之间有空隙）。它是当时天文照相机所用的最大的CCD阵列。
下一台安装的照相机（于2009年安装）是一台12,288×8,192（1亿像素）的像素阵列，原本为加法夏望遠鏡而设计。它的视野为7.8平方度，之前用于帕洛馬瞬變工廠。
2017年，望远镜拥有茨维基瞬变设施。它和之前的望远镜不一样，是为奥欣望远镜专门设计的。它的视野为47平方度，使用16×6144×6160的CCD阵列（6.06亿像素）。

## 底片储备
自1949年以来，大约一半的大型玻璃照相底片（共19,000件）在加州理工學院的罗宾逊楼的地下室二楼堆积。2002年，天文学家金·米勒向加州理工学院光学天文台主任理查德·埃利斯自愿申请整理奥欣望远镜的底片储备，获准后从威尔逊山天文台协会和洛杉矶天文学会招募11名志愿者，花费13个周末（超过1000个小时）研究底片，将它们放入封套，并将它们放进超过500个箱子，运送给帕洛马山天文台。
作为奖励，卡羅琳·舒梅克以所有志愿者的名称命名小行星：10028 Bonus、12680 Bogdanovich、13914 Galegant、16452 Goldfinger、19173 Virginiaterése、20007 Marybrown、21148 Billramsey、22294 Simmons、27706 Strogen和29133 Vargas。米勒也获得一次参观夏威夷州的凱克天文台的机会。

## 发现
奥欣望远镜于2003年11月14日发现小行星90377，于2005年1月5日通过2003年10月21日拍摄的照片发现“第10颗行星”阋神星。奇特的Ia超新星SN 2002cx也是用奥欣望远镜于2002年5月12日发现的。其他发现的天体包括亡神星（2004年）和创神星（2002年），两者都是大型海外星外天体。
2011年6月，报告称该望远镜发现了6个距地球80亿光年的超新星，其成分不包含氢。它们和一般的超新星不同，将对恒星形成的研究有所贡献。